# Jamie Craighead
Jamie Lynn Craighead Turner (McCleary, Washington, 1980. május 23. –) amerikai kosárlabdázó és kosárlabdaedző, 2013 és 2022 között a San Jose State Spartans vezetőedzője.

## Tanulmányai
Az elmai középiskolában érettségizett; negyedikesként az év játékosának választották. 1998 és 2002 között az Oregon Ducks játékosa volt; a csapat 1998-ban kijutott az NCAA bajnokságára, 2002-ben pedig megnyerte a WNIT-t. Alapszakos diplomáját pedagógiai tanulmányok szakon szerezte.

## Pályafutása

### Kezdetek
2002 és 2005 között Gordy Presnell alatt a Seattle Pacific Falcons, 2005 és 2007 között pedig Charity Elliott alatt a Portland State Vikings edzőhelyettese volt. 2007-ben a Sacramento State Hornetsnél Dan Muscatell munkatársa, 2008-tól pedig vezetőedző-helyettes lett.

### Sacramento State Hornets
2009-ben Dan Muscatell lemondása miatt vezetőedzővé léptették elő; első szezonjában a csapat a Big Sky Conference harmadik helyéig jutott. Utolsó, 2012–13-as szezonjában minden rekordjukat megdöntötték; ez volt az egyetlen győztes évük.

### San Jose State Spartans
2013. szeptember 16-án Tim LaKose lemondása miatt felvették a San Jose State Spartanshoz. Második szezonjában a csapat a Mountain West Conference bajnokságának elődöntőjéig jutott.
Legjobb eredménye, egyben a csapat tizenöt év óta legjobb győzelmi aránya a 2019–20-as 19–12 volt. 2020 áprilisában szerződését 2023-ig meghosszabbították.
A 2021–22-es szezonban 5–25-ös eredményt értek el, a konferenciában pedig utolsók lettek, ezért Craigheadet 2022. március 11-én, szerződése lejárta előtt egy évvel kirúgták.

## Statisztika
| Szezon    | Csapat       | GP  | Pontok | FG%   | 3P%   | FT%   | RPG | APG | SPG | BPG | PPG  |
| --------- | ------------ | --- | ------ | ----- | ----- | ----- | --- | --- | --- | --- | ---- |
| 1998–99   | Oregon Ducks | 12  | 15     | 37,5% | 25%   | 33,8% | 0,5 | 0,7 | 0,6 | 0,1 | 1,3  |
| 1999–00   | Oregon Ducks | 31  | 145    | 33,5% | 30,6% | 50%   | 1,8 | 2,2 | 0,7 | 0,2 | 4,7  |
| 2000–01   | Oregon Ducks | 29  | 331    | 37,6% | 38%   | 64,7% | 2,7 | 3,1 | 1,2 | 0,3 | 11,4 |
| 2001–02   | Oregon Ducks | 35  | 277    | 40,3% | 39,9% | 81,8% | 2,4 | 2,6 | 0,5 | 0,1 | 7,9  |
| Összesen: | Összesen:    | 107 | 768    | 37,6% | 37%   | 66,7% | 2,1 | 2,4 | 0,8 | 0,2 | 7,2  |

## Eredményei vezetőedzőként
| Szezon                                             | Eredmény                                      | Eredmény                                      | Helyezés                                      |
| Szezon                                             | Összesen                                      | Konferencia                                   | Helyezés                                      |
| Sacramento State Hornets (Big Sky Conference)      | Sacramento State Hornets (Big Sky Conference) | Sacramento State Hornets (Big Sky Conference) | Sacramento State Hornets (Big Sky Conference) |
| -------------------------------------------------- | --------------------------------------------- | --------------------------------------------- | --------------------------------------------- |
| 2009–10                                            | 15–15                                         | 10–6                                          | T–2.                                          |
| 2010–11                                            | 4–25                                          | 1–15                                          | 9.                                            |
| 2011–12                                            | 13–18                                         | 7–9                                           | T–6.                                          |
| 2012–13                                            | 19–12                                         | 13–7                                          | 4.                                            |
| Eredmény:                                          | 51–70 (.421)                                  | 31–37 (.456)                                  | –                                             |
| San Jose State Spartans (Mountain West Conference) |                                               |                                               |                                               |
| 2013–14                                            | 11–19                                         | 5–13                                          | 10.                                           |
| 2014–15                                            | 15–17                                         | 7–11                                          | 8.                                            |
| 2015–16                                            | 13–17                                         | 13–7                                          | 4.                                            |
| 2016–17                                            | 11–21                                         | 7–11                                          | 8.                                            |
| 2017–18                                            | 7–23                                          | 4–14                                          | 11.                                           |
| 2018–19                                            | 6–24                                          | 5–13                                          | 9.                                            |
| 2019–20                                            | 19–12                                         | 12–6                                          | T–3.                                          |
| 2020–21                                            | 2–2                                           | 1–2                                           | a szezon megszakadt                           |
| 2021–22                                            | 5–25                                          | 2–16                                          | 11.                                           |
| Eredmény:                                          | 89–160 (.357)                                 | 54–93 (.367)                                  | –                                             |
| Összesen:                                          | 140–230 (.378)                                | –                                             | –                                             |

## Fordítás
- Ez a szócikk részben vagy egészben  a   Jamie Craighead című angol Wikipédia-szócikk ezen változatának fordításán alapul.  Az eredeti cikk szerkesztőit annak laptörténete sorolja fel. Ez a jelzés csupán a megfogalmazás eredetét és a szerzői jogokat jelzi, nem szolgál a cikkben szereplő információk forrásmegjelöléseként.